# Resolución 99 del Consejo de Seguridad de las Naciones Unidas
La resolución 99 del Consejo de Seguridad de las Naciones Unidas, adoptada el 12 de agosto de 1953, observando que el juez Sergei Golunsky había entregado su renuncia debido a su salud y que habría un vació en la Corte Internacional de Justicia que debía ser llenado el Consejo decidió que una elección para ocupar la posición debía tomar lugar en la octava sesión de la Asamblea General.
El presidente del Consejo anunció que dada la ausencia de cualquier objeción la resolución sería aprobada.